# کتاب‌شناسی هنریک ایبسن
اینک فهرستی از نوشته‌های هنریک ایبسن (۱۹۰۶–۱۸۲۸ میلادی):

## نمایشنامه‌ها
- کاتیلینا
- گورگاه
- خانم اینگر اهل استرت (ترجمهٔ فارسیِ یاسمن طالبی)
- وایکینگ‌ها در هل‌گلاند (ترجمهٔ فارسیِ محمود مهدیان و مصطفی امینی)
- کمدی عشق
- براند (ترجمهٔ فارسیِ محمود مهدیان)
- پرگنت (ترجمهٔ فارسیِ بهزاد قادری)
- امپراتور و جلیلی (ترجمهٔ فارسیِ اصغر رستگار)
- ستون‌های جامعه (ترجمهٔ فارسیِ اصغر رستگار و طلایه رؤیایی و میر مجید عمرانی و فرشته سادات جاوید حسینی و بهزاد قادری)
- خانه عروسک (ترجمهٔ فارسیِ مهدی فروغ و بهزاد قادری و منوچهر انور و اصغر رستگار و رضا دادویی و میر مجید عمرانی)
- اشباح -با عنوان‌های دیگر پرهیب‌ها و جن زدگان- (ترجمهٔ فارسیِ مهدی فروغ و بهزاد قادری و اصغر رستگار و میر مجید عمرانی)
- دشمن مردم (ترجمهٔ فارسیِ محمّدعلی جمال‌زاده و امیرحسین آریان‌پور و بهزاد قادری و اصغر رستگار و میر مجید عمرانی)
- مرغابی وحشی (ترجمهٔ فارسیِ بهزاد قادری و منوچهر انور و اصغر رستگار و میر مجید عمرانی)
- روسمرسهولم (ترجمهٔ فارسیِ بهزاد قادری و طلایه رؤیایی و میر مجید عمرانی)
- بانوی دریایی (ترجمهٔ فارسیِ اصغر رستگار و ناتالی چوبینه و میر مجید عمرانی و داود روستایی و بهزاد قادری)
- هدا گابلر (ترجمهٔ فارسیِ بهزاد قادری و مینو مشیری و اصغر رستگار و میر مجید عمرانی)
- استاد سولنس معمار (ترجمهٔ فارسیِ محمود توتونچیان و بهزاد قادری و اصغر رستگار و میر مجید عمرانی)
- ایلف کوچولو (ترجمهٔ فارسیِ حفظ‌اله بریری و تورج سلطانی و محمود مهدیان و آربی اوانسیان و مهین تجدد و بهزاد قادری و میر مجید عمرانی)
- جان گابریل بورکمن (ترجمهٔ فارسیِ بهزاد قادری و ناصر ایرانی و میر مجید عمرانی)
- وقتی ما مردگان سربرداریم (ترجمهٔ فارسیِ بهزاد قادری و اصغر رستگار)